# Bečov nad Teplou
Bečov nad Teplou (německy Petschau) je město v okrese Karlovy Vary v Karlovarském kraji. Leží asi deset kilometrů jižně od Karlových Varů. Historické jádro města bylo roku 1992 vyhlášeno městskou památkovou zónou a kulturní krajina v okolí města v roce 2014 krajinnou památkovou zónou Bečovsko. V místním zámku se nachází relikviář svatého Maura, který je považován po korunovačních klenotech za druhou nejcennější movitou památku v Česku. Nachází se tam i známá Bečovská botanická zahrada. V obci žije 919 obyvatel.

## Historie
Bečov byl založen na křižovatce dvou důležitých komunikací, jedna vedla z Plzně do Lokte, druhá spojovala klášter v Teplé s tržišti v Poohří. Falzum z 15. století zmiňuje existenci Bečova již pro rok 1214, nejstarší doložená zmínka však pochází až z počátku 14. století v souvislosti se vznikem hradu za pánů z Rýzmburka. Bečov byl tehdy osadou, kde se zřejmě nacházela celní stanice. Hrad jako centrum panství a těžba drahých kovů v okolí však přispěly k růstu jeho významu.
Samotné trhové městečko s hradem bylo zmíněno roku 1387 a v roce 1399 mu páni z Rýzmburka udělili městské právo. V dalších letech se majitelé Bečova často střídali, až jej v polovině 15. století získali Plavenští z Plavna. Roku 1482 si u krále Vladislava Jagellonského vyžádali povýšení městečka na město. Bečov se od té doby měl řídit loketským právem a získal právo postavit hradby. Zda byly skutečně postaveny, není jisté. Stopy případného opevnění se nedochovaly, byť mohou být skryté ve zdivu domů lemujících Poštovní ulici, a novověké zdroje Bečov charakterizují jako neopevněné, otevřené městečko. Za pevný a bránitelný se považuje městský kostel (předchůdce kostela svatého Jiří) a na plánu města z roku 1727 je zakreslena jižní brána v podobě průjezdní patrové stavby. Z druhé brány údajně pochází střílna druhotně zazděná v průčelí domu čp. 204.

### Šestnácté až devatenácté století

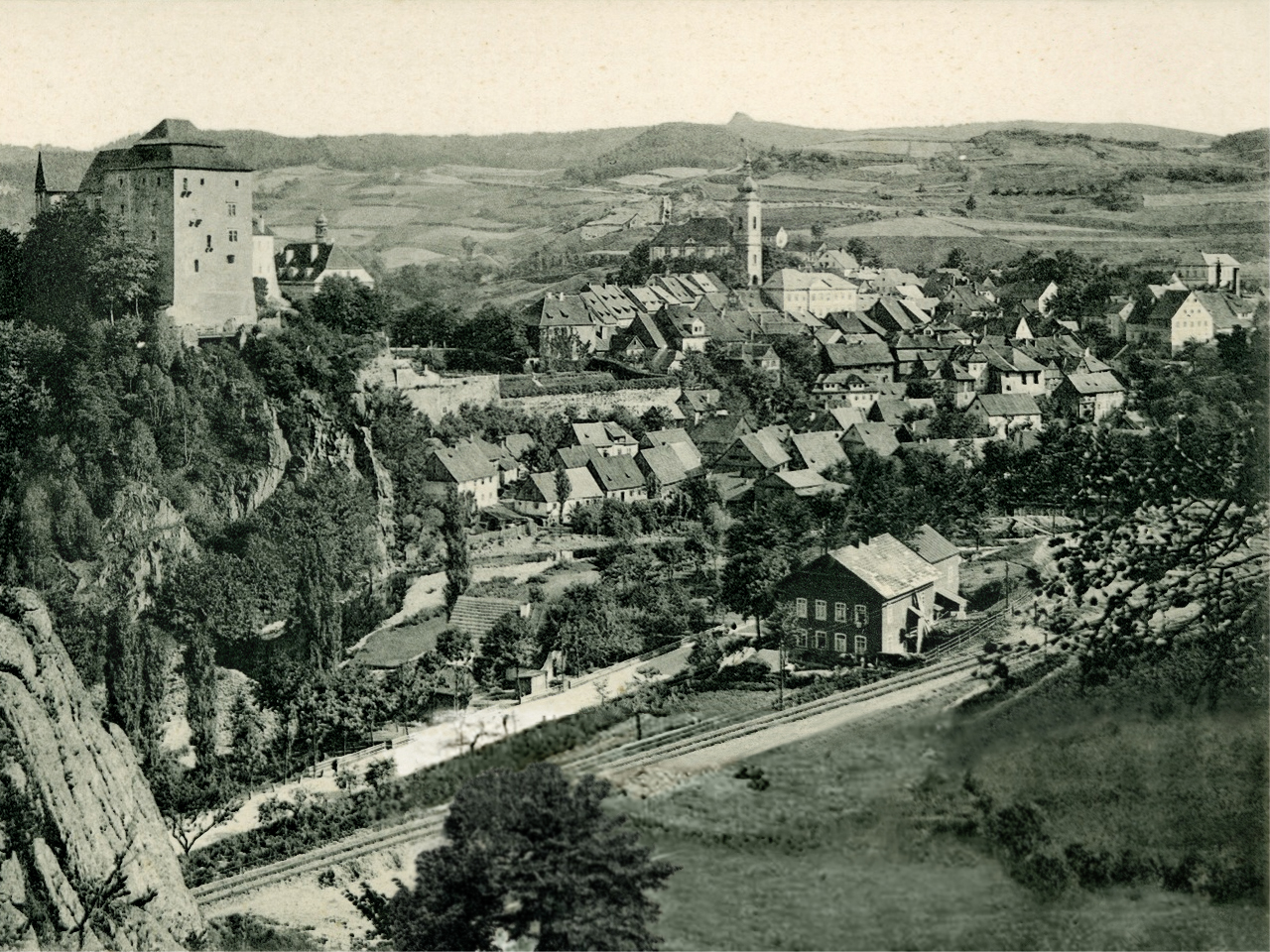
Bečov v roce 1899

Mohutného rozvoje se Bečov dočkal za vlády Pluhů z Rabštejna (1492–1547), kteří z něj učinili hlavní sídlo rozsáhlého panství. Tehdy také kulminovala těžba cínu v okolí Horního Slavkova a vysoké zisky umožnily Pluhům bečovský hrad ve velkém rozsahu přestavět. Kašpar Pluh z Rabštejna patřil mezi přední osobnosti stavovského odboje v roce 1547, poté však musel odejít do exilu. Jeho majetek mu byl zabaven a Bečov se stal korunním majetkem. Ferdinand I. krátce zastavil Bečov opět pánům z Plavna, za dalších zástavních majitelů, Šliků, bylo panství zadluženo a v roce 1597 je převzala městská obec v Horním Slavkově.
Horní Slavkov se zapojil do českého stavovského povstání v letech 1618–1620 a Bečov byl poté opět zkonfiskován. K panství tehdy patřilo město a hrad Bečov, dvanáct vesnic, pivovar, ovčín, tři hospodářské dvory a dva železné hamry. Za 60 000 kop grošů míšeňských koupil celý tento majetek v roce 1624 Gerhard z Questenberka, jehož potomci tam vládli více než sto let. Za třicetileté války došlo k úpadku těžby drahých kovů, začala se ale rozvíjet řemesla pro potřeby armády (tkalcovství, kloboučnictví), na odumírající těžbu cínu navazovalo dočasně také cínařství. Questenbergové do značné míry rozvoj městečka podporovali (roku 1662 byla potvrzena stará městská privilegia), na druhou stranu nekompromisně prosazovali protireformaci, během níž byl mimo jiné zlikvidován hrob Kašpara Pluha z Rabštejna v místním kostele. Kromě požáru v roce 1621 postihly Bečov dvě morové epidemie (1632, 1679), na konci třicetileté války obsadili město a hrad Švédové. V roce 1680 se bečovští zapojili do nevolnického povstání a šest místních měšťanů bylo za účast ve vzpouře odsouzeno k trestu smrti.

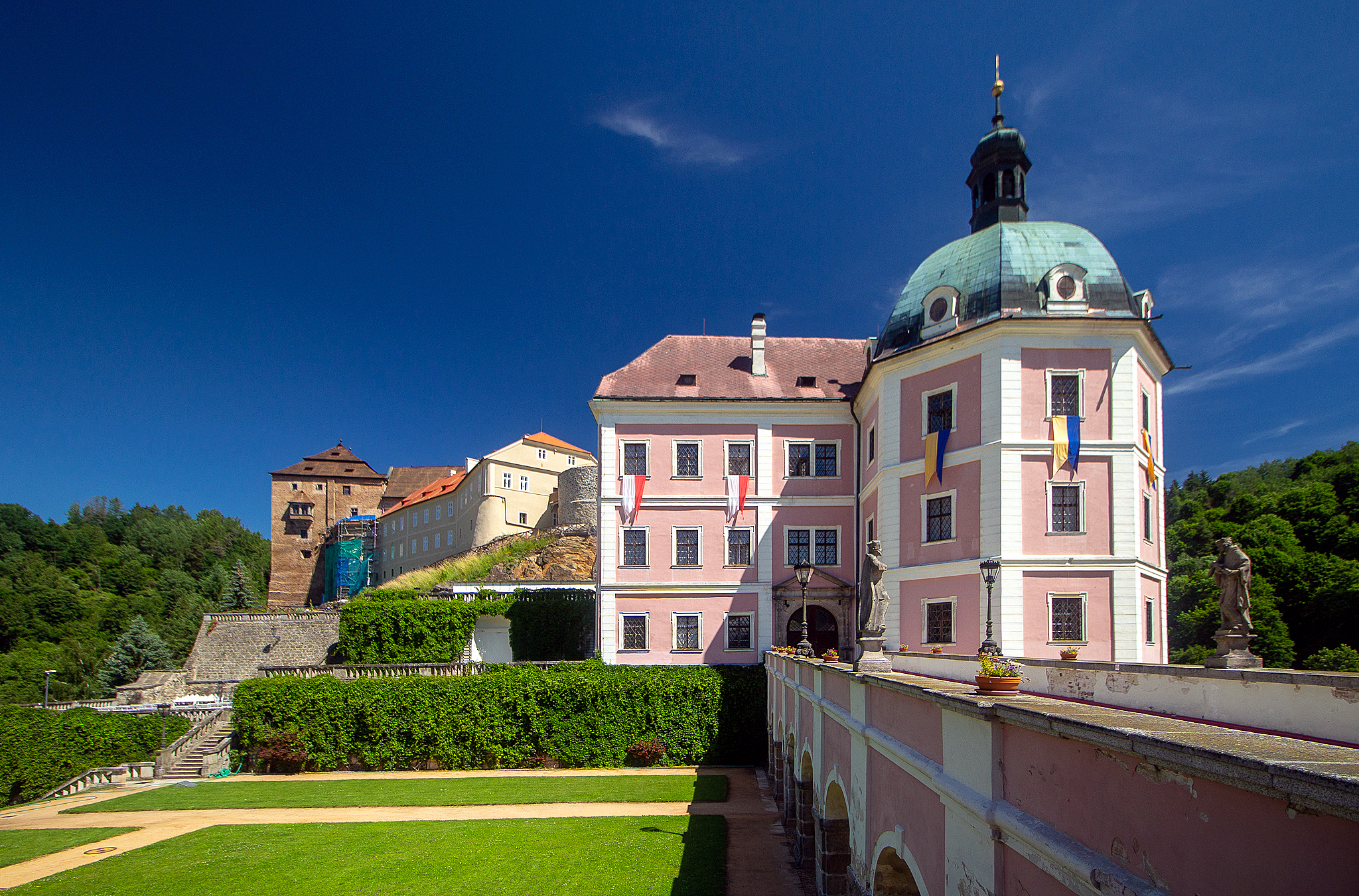
Zámek

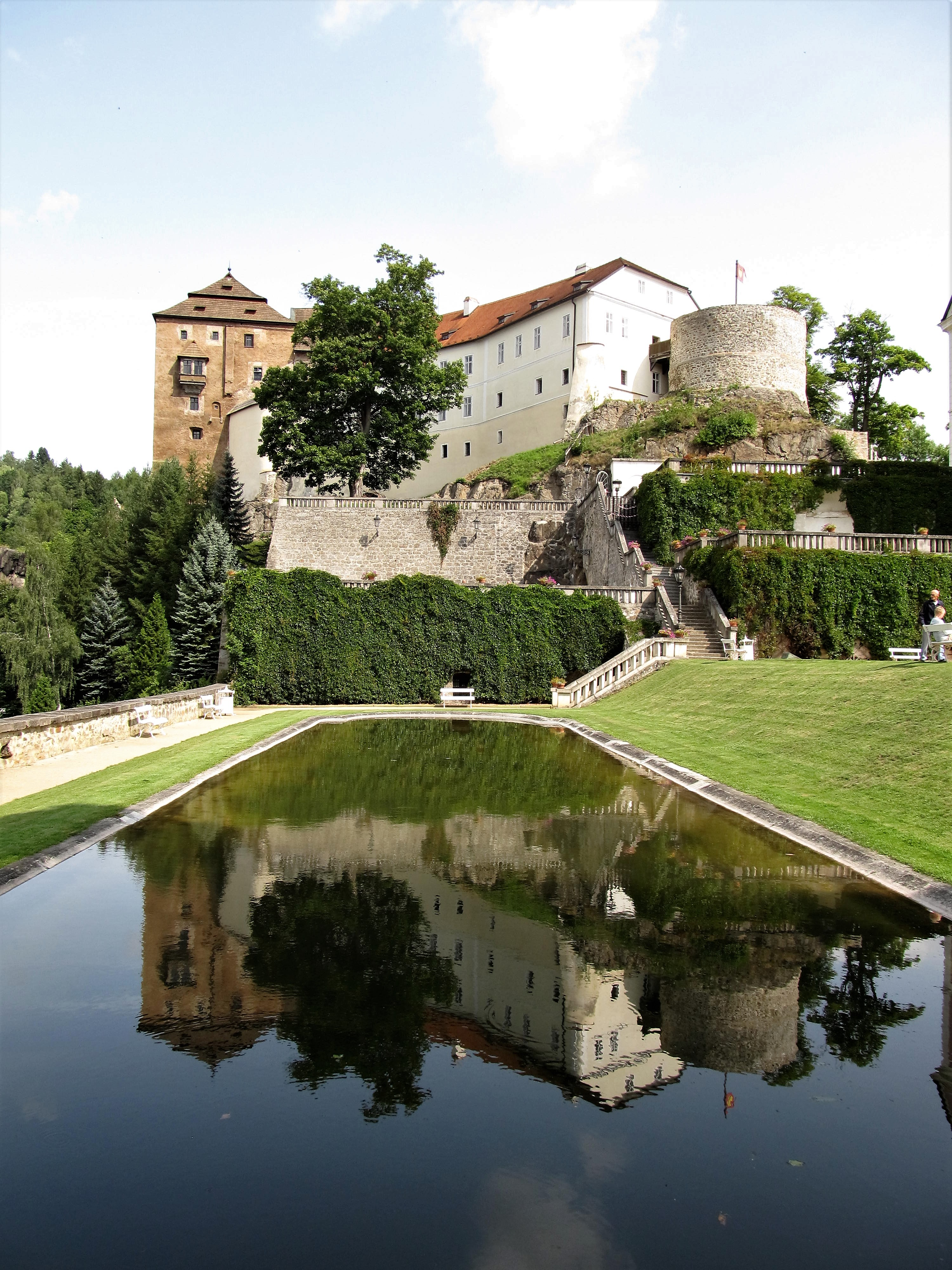
Zámecký park po úpravách z 19. století

Questenberkové nakonec svým hlavním sídlem učinili Jaroměřice nad Rokytnou a Bečov zůstal stranou jejich zájmu, přesto v předhradí zahájili stavbu barokního zámku. Janem Adamem z Questenberka rod vymřel (1752) a panství přešlo na spřízněný rod Kouniců. Za Dominika Ondřeje II. z Kounic byl zámek dokončen a v roce 1755 se císařovna Marie Terezie definitivně vzdala lenních nároků na Bečov. Kounicové se zasloužili o vznik několika vesnic v okolí, ale protože jejich hlavní sídla se nacházela na jižní Moravě, nakonec Bečov prodali. Od Aloise Václava z Kounic koupil Bečov v roce 1813 za téměř půl milion zlatých vévoda Bedřich Beaufort-Spontin ze starobylého belgického rodu.
Koncem 19. století měl Bečov téměř 2 500 obyvatel, byly v něm dvě školy, hudební škola, okresní nemocenská pojišťovna, okresní soud, součástí velkostatku byl pivovar, byla tam i elektrárna. V 19. století přispěla k rozvoji Bečova nová silnice Plzeň–Toužim, v roce 1837 byla zřízena pošta, v roce 1850 se Bečov stal sídlem soudního okresu a o rok později byla postavena budova okresního soudu. Další vývoj byl ovlivněn železniční tratí Karlovy Vary – Mariánské Lázně a Bečov–Rakovník (1898), na kterou navázala trať Bečov–Sokolov, vedoucí přes Loket (1901). Na konci 19. století bylo postaveno nádraží a v jeho sousedství luxusní hotel Central. Do podoby města zasahovali i v té době majitelé velkostatku, vévoda Alfred Beaufort-Spontin (1816–1888) skoupil domy a pozemky severně od zámku a zřídil na nich park. Plánovaná přestavba hradu a zámku v novogotickém slohu podle projektů Josefa Zítka a Josefa Mockera z finančních důvodů proběhla jen v dílčích úpravách. V době první republiky fungovala v Bečově továrna na výrobu nábytku a knihtiskárna.

### Dvacáté století
Připojení Bečova k Německé říši v roce 1938 přivítalo místní německé obyvatelstvo s nadšením,[zdroj?] majitel velkostatku Jindřich Beaufort–Spontin (1880–1966) byl aktivním členem NSDAP a na zámku poskytoval azyl zraněným německým důstojníkům, mezi místními obyvateli byl však oblíben. V řadách Wehrmachtu padlo 89 mužů z Bečova, mezi nimi mimo jiné Karel Beaufort-Spontin (1918–1942), mladší syn Jindřicha Beaufort-Spontina.

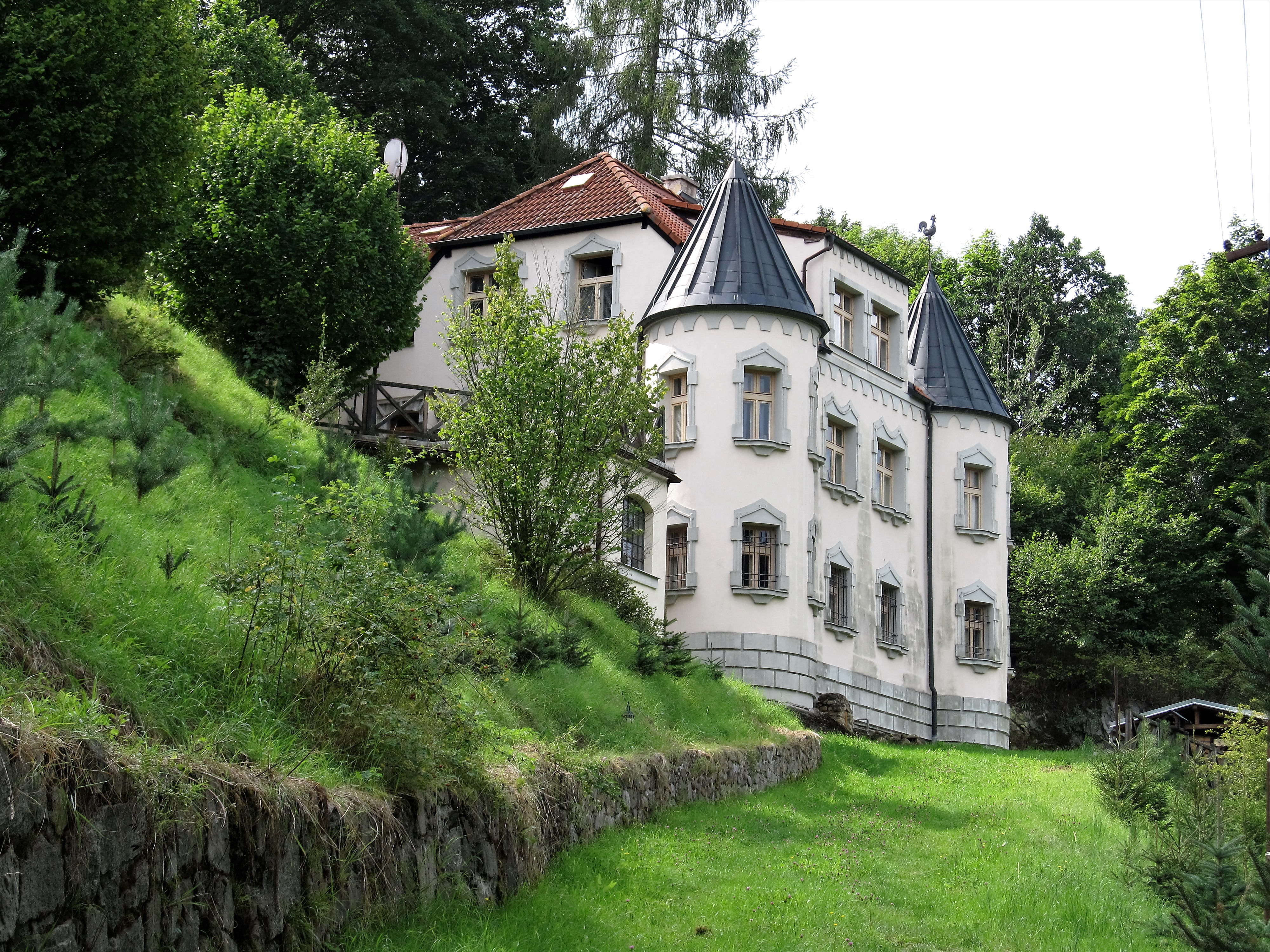
Vila Wondraschek z roku 1925 v Tovární ulici

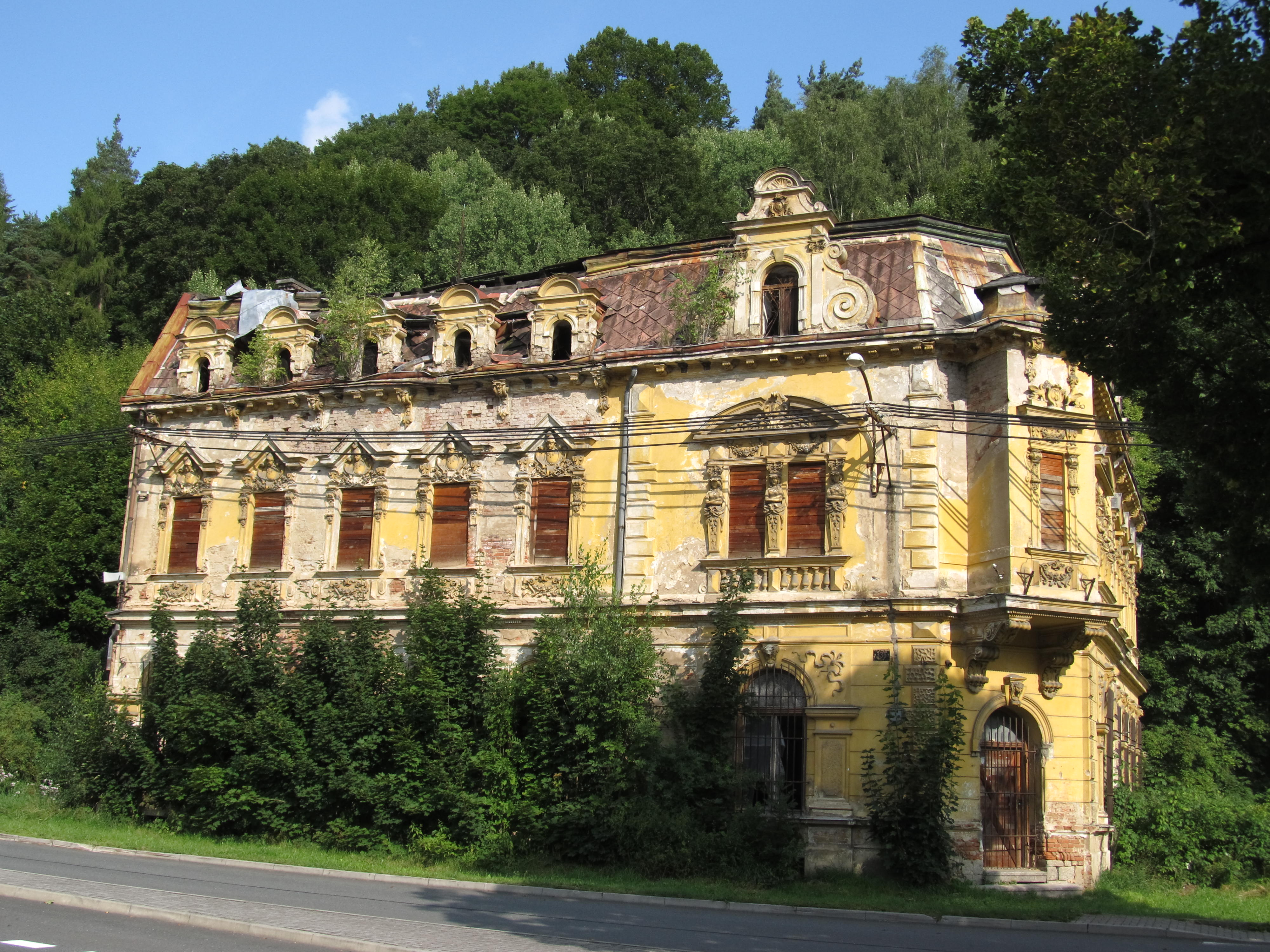
Bývalý hotel Central z konce 19. století naproti nádraží

Těsně před koncem války prošly Bečovem tři pochody smrti z koncentračních táborů, krátce nato došlo k jeho osvobození. Bečovem procházela demarkační linie, takže americké jednotky se zastavily u nádraží, zatímco samotné město spadalo již do sovětské okupační zóny. Američtí vojáci odešli v roce 1947 do Německa, zatímco sovětská armáda zůstala v Bečově až do roku 1951, v roce 1947 navštívil město maršál Koněv.
Převážně německé obyvatelstvo bylo po roce 1945 odsunuto, na základě Benešových dekretů byl zkonfiskován i velkostatek se zámkem a hradem. Z Bečova a okolí bylo během roku 1946 odsunuto přes 6 000 Němců. Prokazatelných antifašistů nebo odborníků ve specializovaných výrobních procesech, kteří mohli zůstat, bylo 171. Bečov se špatným dopravním spojením a nedostatkem pracovních příležitostí nelákal k novému osídlení, takže město i okolní obce zůstaly dlouho po druhé světové válce téměř opuštěné. Těžba uranové rudy v Horním Slavkově přinesla dočasně nové osadníky, v padesátých letech 20. století byli na zámku a v bývalém hotelu Central ubytováni horníci.
Ač bylo v letech 1948–1989 v Bečově zbořeno přes sto domů, zůstal historický ráz města zachován a v roce 1992 bylo centrum prohlášeno za městskou památkovou zónu. Oživení turistického ruchu napomohlo zpřístupnění vzácné památky, relikviáře svatého Maura v roce 2002.

### Židé v Bečově
Od 14. století existovala v Bečově židovská komunita, jíž byl vyčleněn prostor v dnešní Poštovní ulici, v roce 1662 je doložen židovský hřbitov, v roce 1688 byla postavena synagoga. Koncem 18. století čítala židovská komunita v Bečově čtyřicet rodin, později ale došlo k výraznému úbytku židovských obyvatel a v roce 1938 tam žilo již jen šest rodin. Ve 20. století zanikla v Bečově samostatná židovská obec a kvůli nedostatku finančních prostředků na opravu byla v roce 1930 zbořena synagoga. Všichni bečovští Židé opustili město ještě před druhou světovou válkou. V roce 1938 byl zcela zlikvidován židovský hřbitov, dochovaly se jen tři náhrobky z 18. a 19. století, které jsou dnes umístěny v hradním lapidáriu. Z bečovské židovské komunity dosáhla největšího významu rodina Löwy, která se v Bečově připomíná od 16. století. Bečovský rodák ing. Erwin Löwy (1897–1959) se po odchodu z Československa prosadil ve zbrojařském průmyslu a proslul jako letecký konstruktér.

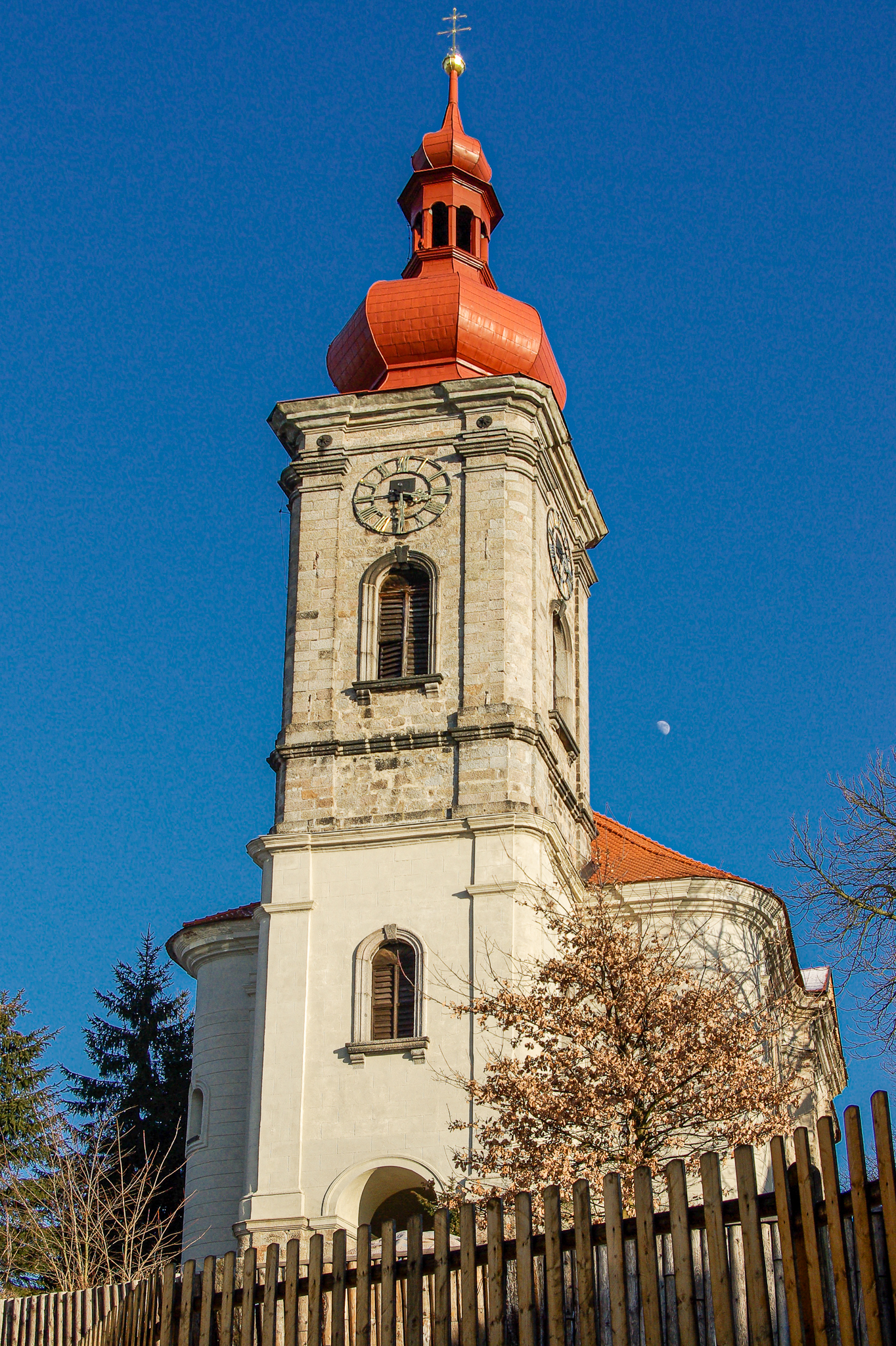
Kostel svatého Jiří

### Bečov jako město hudby
Přibližně do doby třicetileté války spadají počátky hudebních tradic v Bečově, kdy ve městě a okolních obcích v několika generacích vyrostla řada nadaných hudebníků samouků. V roce 1650 se připomíná hudební bratrstvo Collegium musicum, které o století později mělo již přes 800 členů. Některé osobnosti později přesáhly význam regionu (hudební skladatel Jozef Labitzky, jeho syn dirigent a houslista A. Labitzky, sbormistr Adolf Opl). V roce 1887 byla v Bečově založena hudební škola (budova školy byla postavena v letech 1900–1901). Vychovala řadu hudebníků pro lázeňské orchestry v Karlových Varech a Mariánských Lázních, působil v ní žákovský symfonický orchestr a školu navštěvovalo přes 200 dětí. Hudební škola fungovala i za druhé světové války. Po dočasném útlumu způsobeném výměnou obyvatelstva po roce 1945 obnovil její činnost místní rodák Adolf Opl. Po jednom z nejslavnějších rodáků nese škola od roku 2002 název Základní umělecká škola Josefa Labitzkého. Mezi známé absolventy školy patří například Ladislav Gerendáš.

## Přírodní poměry

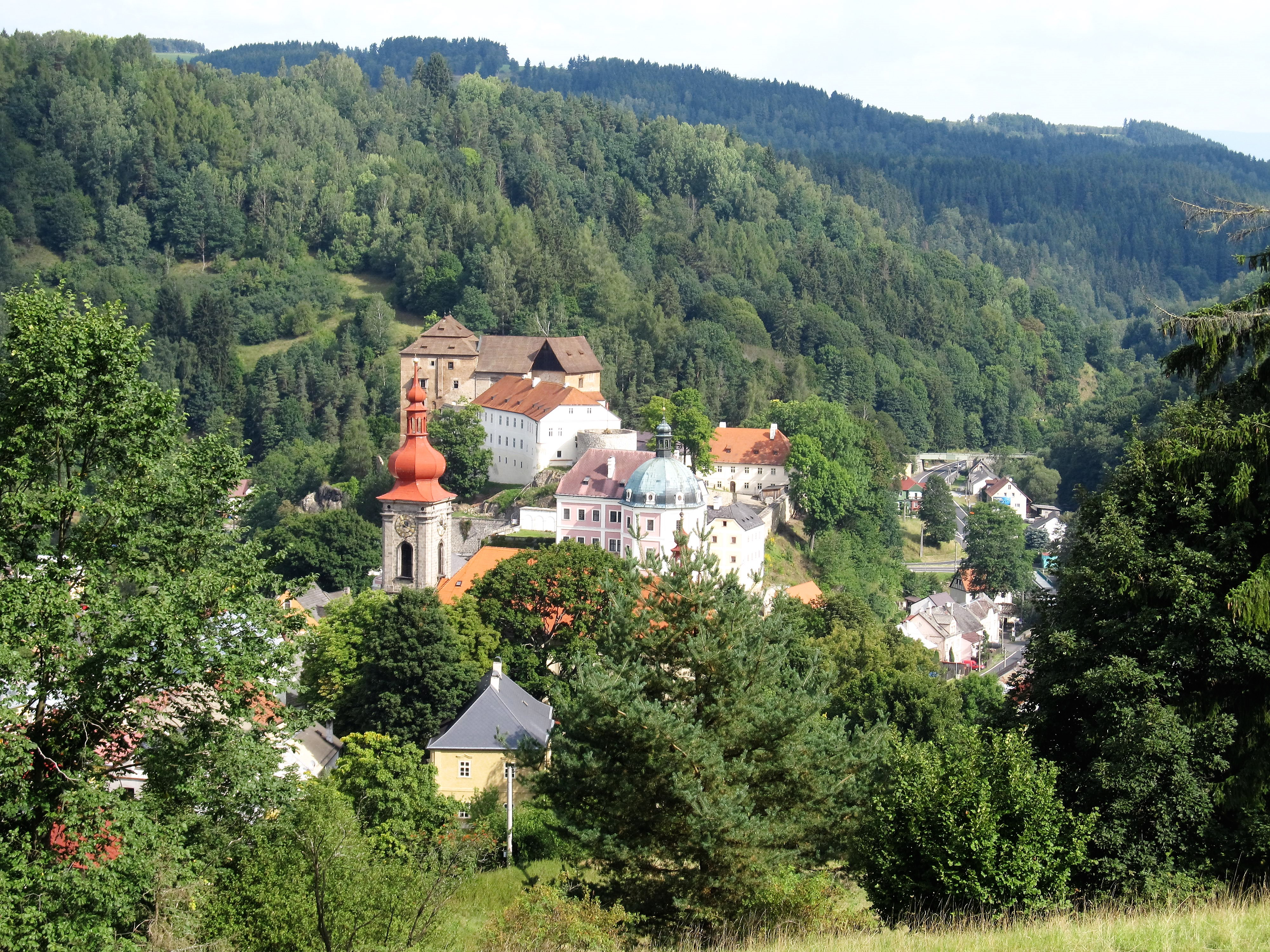
Město ze Šibeničního vrchu

Okolí města je kopcovité a hojně zalesněné. Nachází se v CHKO Slavkovský les. Poblíž řeky Teplé, na okraji Bečova, vybudoval v roce 1918 Johann Koditek z popudu Beaufort-Spontinů unikátní botanickou zahradu (Beaufortské alpinum), v současné době obnovovanou ZO ČSOP.
Necelé tři kilometry východně od města se nachází evropsky významná lokalita Bečovské lesní rybníky.

## Obyvatelstvo
Při sčítání lidu v roce 1921 ve městě žilo 2 247 obyvatel (z toho 1 060 mužů), z nichž bylo 59 Čechoslováků, 2 136 Němců, dvanáct Židů, jeden příslušník jiné národnosti a 39 cizinců. Výrazně převažovala římskokatolická konfese, ale žilo tam také 22 evangelíků, deset členů církve československé, 26 židů, tři příslušníci nezjišťovaných církví a devět lidí bez vyznání. Podle sčítání lidu z roku 1930 měl Bečov 2 384 obyvatel: 168 Čechoslováků, 2 171 Němců, jednoho příslušníka jiné národnosti a 44 cizinců. Většina se hlásila k římskokatolické církvi, ale 31 lidí bylo evangelíky, pět členy církve československé, osmnáct se hlásilo k izraelské církvi, jeden člověk k nezjišťovaným církvím a 66 lidí bylo bez vyznání.
| Rok            | 1869  | 1880  | 1890  | 1900  | 1910  | 1921  | 1930  | 1950  | 1961  | 1970  | 1980  | 1991  | 2001  | 2011 | 2021 |
| -------------- | ----- | ----- | ----- | ----- | ----- | ----- | ----- | ----- | ----- | ----- | ----- | ----- | ----- | ---- | ---- |
| Počet obyvatel | 2 905 | 2 828 | 2 729 | 2 868 | 2 809 | 2 760 | 2 853 | 1 238 | 1 512 | 1 250 | 1 138 | 1 086 | 1 002 | 962  | 909  |
| Počet domů     | 409   | 405   | 409   | 428   | 433   | 451   | 500   | 437   | 320   | 298   | 283   | 290   | 299   | 312  | 327  |

## Městská správa

### Místní části

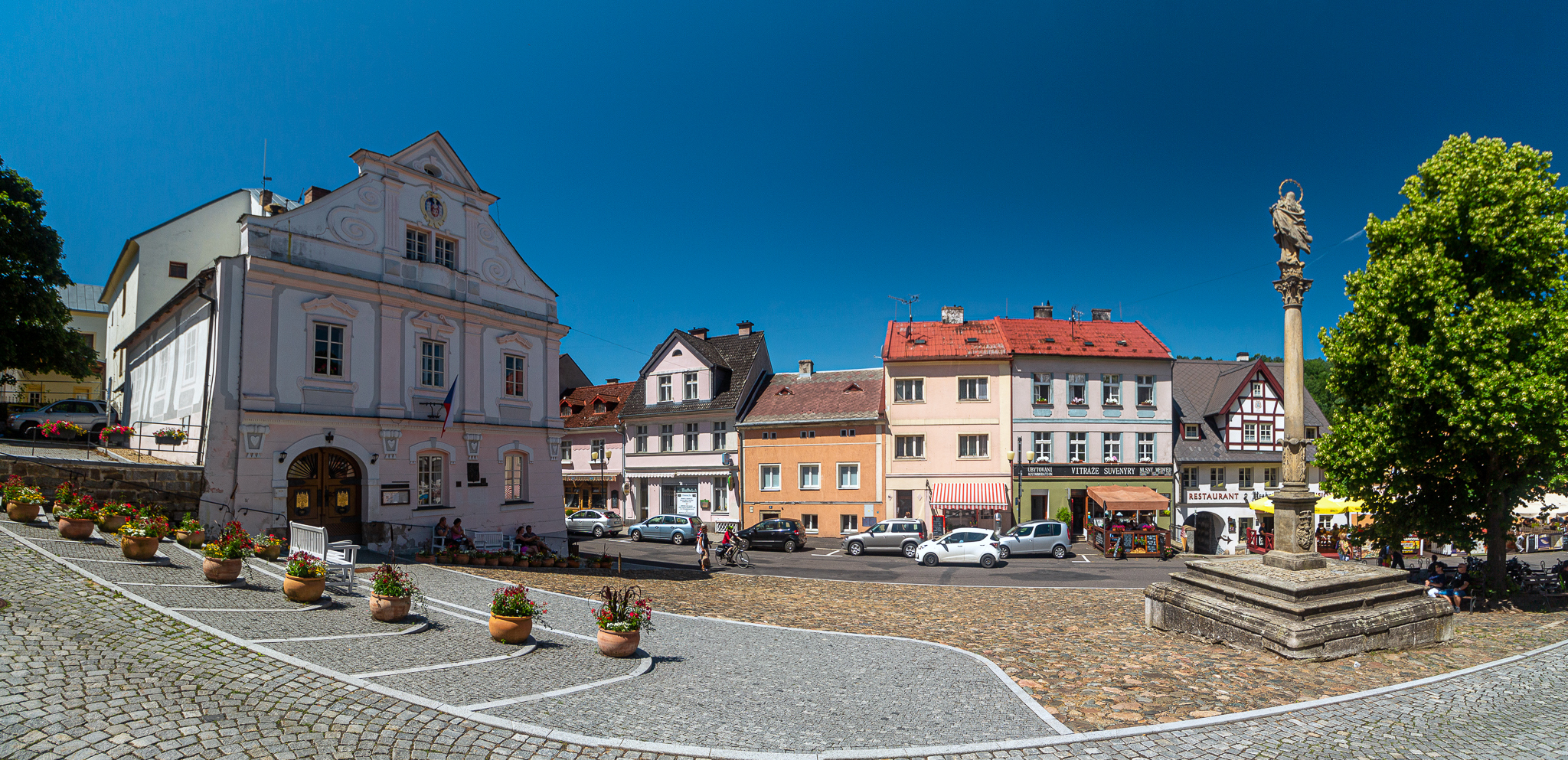
Náměstí 5. května s radnicí a Mariánským sloupem

- Bečov nad Teplou
- Krásný Jez
- Vodná

V letech 1950–1959 k městu patřila i Dolní Hluboká, od 1. ledna 1975 do 31. prosince 1991 Chodov a od 1. ledna 1976 do 23. listopadu 1990 také Teplička.

### Městské symboly
Znak města je historický, vlajka byla městu udělena rozhodnutím předsedy Poslanecké sněmovny Parlamentu České republiky dne 25. listopadu 2003.

## Doprava

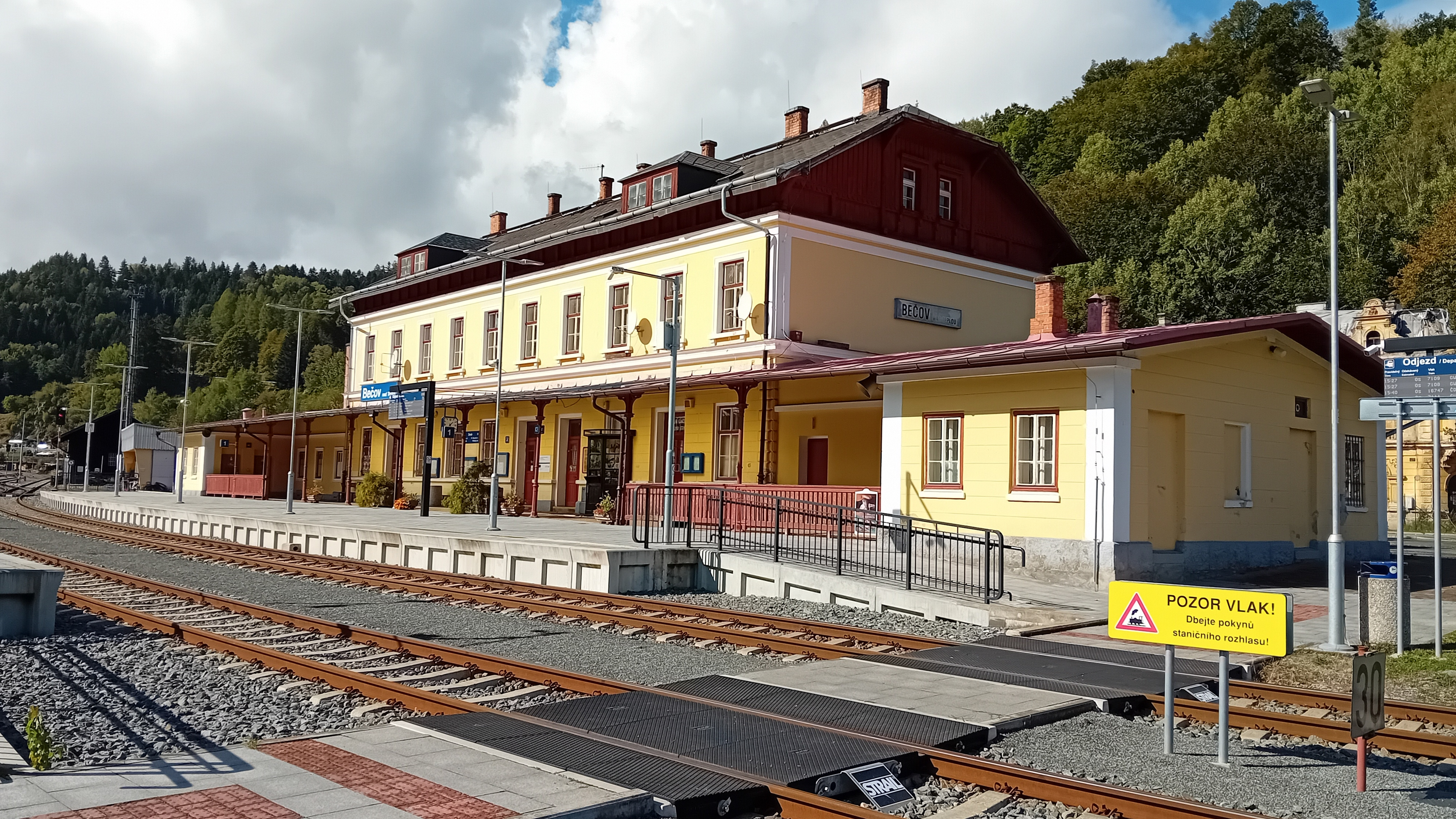
Nádraží

Prochází zde regionálně významná silnice I/20 spojující Karlovy Vary a Plzeň. Silnice II/208 a II/230 napojují širší okolí města. Město leží na železničních tratích Karlovy Vary – Mariánské Lázně a Rakovník – Bečov nad Teplou. Ve městě jsou stanice Bečov nad Teplou a Krásný Jez a dvě zastávky: Krásný Jez zastávka a Vodná.

## Pamětihodnosti
- Hrad Bečov nad Teplou
- Zámek Bečov nad Teplou
- Kostel svatého Jiří z let 1763–1767 postavený na místě starší vyhořelé svatyně.
- Sloup se sochou Panny Marie Immaculaty z roku 1680
- Stará pošta čp. 112 – pozdně barokní stavba z konce 18. století, kdysi stanice poštovních dostavníků a zájezdní hostinec.
- Radnice
- Muzeum historických motocyklů a jízdních kol, stálá expozice hraček - nachází se v památkově chráněné budově bývalého okresního soudu z 19. století, čp. 2
- Bečovská botanická zahrada založená roku 1918, obnovená roku 2005
- Naučná stezka Šibeniční vrch
- Hrobka rodu Beaufort-Spontin, pietně upravené místo po zaniklé šlechtické hrobce z roku 1926

## Osobnosti
- Anton Stöhr (1830–1906), právník a politik
- August Labitzky (1832–1903), skladatel a kapelník v Karlových Varech
- Josef Rieber (1862–1934), katolický kněz, orientalista, církevní právník a vysokoškolský pedagog
- Alois Rieber (1876–1944), sochař a pedagog
- Adolf Josef Opl (1914–1982), sbormistr a ředitel hudební školy